# De kopermicroben
De kopermicroben is het 205de stripverhaal van Jommeke. De reeks wordt getekend door striptekenaar Jef Nys. Scenarist is Jan Ruysbergh. 

## Verhaal
Op een gegeven moment valt de elektriciteit uit in Zonnedorp. Daardoor moeten ze zelf water pompen, met de fiets naar het werk, zich verwarmen met houtvuurtjes. Dan blijkt dat professor Denkekop kopermicroben heeft uitgevonden en daardoor de elektriciteit is uitgevallen. Gelukkig is er professor Gobelijn die hier iets tegen uitvindt waardoor alles terug normaal wordt.

## Achtergronden bij het verhaal
- In dit Jommekesverhaal duikt de euro reeds in 1999 op, wanneer Theofiel in de winkel een muntstuk van één euro uit zijn broekzak haalt. De munten en bankbiljetten werden pas op 1 januari 2002 ingevoerd.